# BCdiploma
Blockchain Certified Data - BCdiploma est une entreprise française créée en 2017 et spécialisée dans la certification de documents dématérialisés sur la blockchain, appelés Digital Credentials.
BCdiploma travaille avec 124 institutions implantées dans 18 pays.

## Histoire
Blockchain Certified Data est une société par actions simplifiées (SAS) créée par Luc Jarry-Lacombe et Vincent Langard en novembre 2017. Le projet trouve son origine dans un cas d’usage : la dématérialisation et la certification numérique des diplômes. Dans ce cadre, l’entreprise développe une technologie de certification fondée sur la blockchain, basée sur l'utilisation de contrats intelligents.

### 2018
En janvier 2018, l’entreprise lève 1 800 ETH via une émission de tokens ERC20, souscrite auprès de la communauté blockchain et émet un token intitulé BCDT, nécessaire au fonctionnement des smart contracts de l'entreprise.
Dans le cadre de ses activités de recherche et développement, un premier brevet est déposé à l’automne 2018. En juin 2018, l’entreprise rejoint l’incubateur Station F.
La première version de la solution est commercialisée au premier semestre 2019. En juin 2019, une seconde levée de fonds de 1,2 million d'euros est menée. Parmi les investisseurs, se trouvent des Business angels et une institution publique, la Banque publique d’Investissement.
A la fin de l’année 2019, BCdiploma développe un partenariat avec une entreprise non-gouvernementale canadienne, eCampusOntario.

### 2019
En 2019, BCdiploma développe de nouveaux partenariats. Parmi eux, les Arts et Métiers Paristech, EM Lyon Business School, l’IAE Nantes ou l’université de Lille. L’entreprise signe en 2019 un accord-cadre avec l’Agence universitaire de la Francophonie, et est sélectionnée par Microsoft for Startups.
A l’automne 2019, BCdiploma est sélectionnée par l’Université de Berkeley - Berkeley Blockchain Xcelerator et participe à la première promotion de cet accélérateur.

### 2020
En 2020, l'entreprise étend ses activités. Parmi les nouveaux utilisateurs de la solution se trouvent VisionCompliance en Suisse, le réseau Honoris United Universities en Afrique, l’Université HoaSen au Vietnam, IFOCOP et AFNOR Certification en France.
La même année, le produit Open Badge by BCdiploma reçoit l’accréditation Open Badge d’IMS Global Learning Consortium, une une organisation mondiale à but non lucratif ayant pour objectif de développer les nouvelles technologies au service de l'apprentissage et de l'éducation.
BCdiploma obtient également le statut Microsoft Cosell : la solution est présentée sur la marketplace Azure.
Fin 2020, Blockchain Certified Data - BCdiploma est lauréat du concours d’innovation i-Nov organisé par l’État français, pour son projet de R&D « Verifiable Credentials by BCdiploma ». Ce projet a notamment pour objectif de réduire fortement le coût énergétique de l’émission des données sur la blockchain.

### 2021
En janvier 2021, Blockchain Certified Data - BCdiploma devient l’opérateur technique du projet gouvernemental français Fr.EBSI. La société a pour mission de déployer des Verifiable Credentials académiques aux normes européennes EBSI et ESSIF.
En mars 2021, la société dépose en France son second brevet, traitant de l’extension de sa technologie aux registres de données sensibles dans des environnements de cloud souverain. BCDiploma devient également membre de GAÏA-X AISBL.
La même année, ETS Global déploie la solution BCdiploma pour émettre dans un format dématérialisé et sécurisé les attestations de réussite au Test TOEIC.
Un contrat est également signé avec l’Université de Lille qui déploie ses attestations dématérialisées de réussite au diplôme pour l’ensemble des formations.
Fin 2021, BCdiploma est lauréat d’un appel à projet d’ESSIF-Lab, et subventionné par la Commission Européenne pour déployer un portefeuille numérique appelé “wallet étudiant”, respectant les nouvelles normes d’Identité Décentralisée et permettant le stockage et le partage de titres numériques, tels les diplômes.

### 2022
Au premier semestre 2022, Blockchain Certified Data - BCdiploma mène pour le compte du Cerema le projet “Carnet de Santé Blockchain des Ponts”, dans le cadre du Plan National Ponts, et avec le soutien financer de la DINUM - direction interministérielle du numérique.

### 2023
L'internationalisation des activités se poursuit. L'entreprise signe notamment un contrat avec l'université de Stanford pour l'émission des "digital credentials" sur la blockchain" et remporte une médaille d'or aux trophées 1EdTech (organisation indépendante à but non lucratif) pour son impact dans le domaine de l'apprentissage avec le centre pour le développement professionnel de Stanford.

## Technologie
Blockchain Certified Data fonde son expertise sur deux brevets, dont le premier délivré aux États-Unis. L'entreprise Blockchain Certified Data est membre de l’IMS Global Learning Consortium, et depuis juin 2021 de GAÏA-X.

## Services
L’ensemble des services proposés par Blockchain Certified Data - BCdiploma se concentre autour d’un format d’attestation en ligne et sécurisé proposé aux institutions d’enseignement supérieur, de formation, aux administrations et entreprises.

### Digital Credentials
BCdiploma permet l’accès en un clic à des diplômes et attestations de formation sécurisées et certifiées par les écoles et universités elles-mêmes et dans d'autres pays auprès de partenaires institutionnels et universités. BCdiploma permet aux établissements d'émettre eux-mêmes leurs propres diplômes infalsifiables.

### Micro certifications
La micro-certification permet la reconnaissance d’une compétence acquise par un apprenant lors d’un cursus de formation professionnelle. Elle permet de valider des compétences supplémentaires selon un découpage des aptitudes.

### Open Badges de compétences
Un Open Badge est un enregistrement numérique qui présente des informations en lien avec un apprentissage. L’Open Badge est apparu pour la première fois avec la fondation Mozilla en 2011 : l’objectif initial des Open Badges est d’aider les personnes à valoriser leurs compétences informelles.

### Certifications ISO
BCdiploma propose des digital credentials propres spécifiques aux certifications ISO à destination des organismes de certification.